# Diffembach-lès-Hellimer
Diffembach-lès-Hellimer (Duits:  Diefenbach bei Hellimer) is een gemeente in het Franse departement Moselle in de regio Grand Est. De gemeente telde 361 inwoners op 1 januari 2022.

## Geschiedenis
De gemeente maakte voor 2015 deel uit van het arrondissement Forbach en kanton Grostenquin. Op 1 januari van dat jaar fuseerde het arrondissement met het arrondissement Boulay-Moselle tot het arrondissement Forbach-Boulay-Moselle. Toen het kanton op 22 maart 2015 werd opgeheven werden Diffembach-lès-Hellimer opgenomen in het kanton Sarralbe.

## Geografie
De oppervlakte van Diffembach-lès-Hellimer bedraagt 5,79 vierkante kilometer; Op 1 januari 2022 was de bevolkingsdichtheid 62,3 inwoners per km².
De onderstaande kaart toont de ligging van Diffembach-lès-Hellimer met de belangrijkste infrastructuur en aangrenzende gemeenten.

## Demografie
Onderstaande figuur toont het verloop van het inwonertal.